# Луций Фуфидий (претор)
Луций Фуфидий (лат. Lucius Fufidius; II—I века до н. э.) — римский политический деятель, претор 81 года до н. э., наместник Дальней Испании в 80 году до н. э. Был разбит Квинтом Серторием.

## Биография
В большинстве сохранившихся источников Луций Фуфидий назван только по номену, Фуфидий (Fufidius). Преномен этого римлянина известен благодаря Орозию, который, правда, ошибся с родовым именем: он упоминает Луция Фурсидия.
Луций Фуфидий принадлежал к окружению Луция Корнелия Суллы, в 82 году до н. э. захватившего единоличную власть над Римом. Именно Фуфидий, по некоторым данным, после взятия Рима спросил Суллу, когда в городе прекратятся убийства; этот вопрос стал поводом для составления первого проскрипционного списка (по альтернативной версии, вопрос был задан Гаем Цецилием Метеллом). Позже диктатор назначил Фуфидия претором (по-видимому, на 81 год до н. э.). В 80 году до н. э. Фуфидий управлял провинцией Дальняя Испания с полномочиями пропретора. Когда там высадился марианец Квинт Серторий с войском, наместник преградил ему путь у реки Бетис, но был разбит, так что в сражении одних только римлян погибло две тысячи. О последовавших за этим событиях источники не сообщают. Одни антиковеды полагают, что Серторий ушёл в Лузитанию, другие — что он установил контроль над большей частью Дальней Испании.
О дальнейшей судьбе Луция Фуфидия ничего не известно.